# MONA-Spektrum
Das MONA-Spektrum, Akronym für Multizentrische Osteolyse-Nodulöse (knötchenbildende)-Arthropathie ist eine sehr seltene angeborene Skelettdysplasie mit den Hauptmerkmalen einer fortschreitenden, multifokalen Osteolyse, Erosionen der Gelenkflächen, bindegewebige Knotenbildungen in der Unterhaut und Gesichtsdysmorphie.
Unter dieser Bezeichnung werden folgende früher separat geführte Syndrome zusammengefasst:
- Torg-Syndrom (multiple schmerzlose subkutane Knötchen, mäßige Osteoporose und auf Hand und Fuß begrenzte Osteolysen)
- Winchester-Syndrom (ausgeprägte Osteolysen, generalisierte Osteoporose, ohne subkutane Knötchen, Gesichtsdysmorphie, Hornhauttrübungen)
- beide auch als Torg-Winchester-Syndrom zusammengefasst
- NAO-Syndrom, Akronym für Nodulosis -Arthropathie-Osteolysis, (ausgeprägteste Osteolysen und Knötchenbildungen, lediglich in Saudi-Arabien beschrieben)

Die Namensbezeichnungen beziehen sich auf die Erstautorin der Erstbeschreibung aus dem Jahre 1969 durch die US-amerikanische Kinderradiologin Patricia Winchester und Mitarbeiter. und J. S. Torg und Mitarbeiter aus demselben Jahr.

## Verbreitung
Die Häufigkeit wird mit unter 1 zu 1.000.000 angegeben, bislang wurde über weniger als 50 Betroffene berichtet. Die Vererbung erfolgt vermutlich autosomal-rezessiv.

## Ursache
Der Erkrankung liegen Mutationen im MMP2-Gen auf Chromosom 16 Genort q12.2 oder im MMP14-Gen auf Chromosom 14 Genort q11.2 zugrunde.

## Klinische Erscheinungen
Klinische Kriterien sind:
- Krankheitsbeginn in den ersten Lebensjahren
- schmerzhafte Gelenkschwellungen im späten Säuglingsalter meist an Händen und Füssen beginnend
- zunehmende Gelenkkontrakturen, auch Ellbogen, Hüftgelenk und Kniegelenk
- Kleinwuchs
- Hornhauttrübungen
- Hautverdickungen mit leichter Hyperpigmentation, Hypertrichose, Gingivahyperplasie, lederartige Gesichtshaut, plumpe Nase

## Diagnose
Im Röntgenbild generalisierte Osteopenie, progrediente Osteolyse der Hand- und Fußwurzelknochen, von proximal nach distal fortschreitend auch Mittelhand/fussknochen, Enden der Röhrenknochen, und Klavikula, diaphysäre Verbreiterung der Röhrenknochen.

## Differentialdiagnose
Hauptsächlich abzugrenzen ist die Juvenile idiopathische Arthritis.

## Therapie
Eine spezifische Behandlung ist nicht bekannt.